# Leucandra amorpha
Leucandra amorpha är en svampdjursart som beskrevs av Poléjaeff 1883. Leucandra amorpha ingår i släktet Leucandra och familjen Grantiidae.
Artens utbredningsområde är havet utanför Bermuda. Inga underarter finns listade i Catalogue of Life.